# رياض نحاس
رياض نحاس (31 يوليو 1938) فنان سوري و أحد أعضاء نقابة الفنانين عام 1980 شارك في العديد من المسرحيات و المسلسلات مثل باب الحارة في الجزء الخامس بدور أبو ممدوح وغيرها من الأعمال و هو أحد أعضاء المسرح القومي منذ عام 1969 و درس ليسانس في الأدب الأنكليزي عام 1962، وزوج الممثلة أميمة الطاهر.

## أعماله[3]

### المسلسللات
- طوق البنات (الجزء الثاني) عام 2015
- باب الحارة (الجزء السابع) عام 2015
- باب الحارة (الجزء السادس) عام 2014
- طوق البنات (الجزء الأول) عام 2014
- الأميمي 2012
- باب الحارة (الجزء الخامس) عام 2010
- باب الحارة (الجزء الرابع) عام 2009
- طالع الفضة مسلسل عام 2011
- مرايا مسلسل عام 1988
- أيام الخوف عام 1991
- هجرة القلوب ألى القلوب عام 1990
- حارة نسيها الزمن عام 1991
- المحكوم عام 1996
- حمام القيشاني عام 1994
- الخطوت الصعبة عام 1995
- حمام القيشاني الجزء الثاني عام 1997
- حمام القيشاني الجزء الثالث عام 1998
- الأيام المتمردة عام 2001
- حمام القيشاني الجزء الرابع عام 2001
- أبناء القهر عام 2002
- حمام القيشاني الجزء الخامس عام 2003
- عصر الجنون عام 2004
- شمائل عربية عام 2006
- طعم السفرجل عام 2006
- سقف العالم عام 2006
- لورنس العرب عام 2008
- مغمرات طارق عام 2009
- أصوات خافتة عام 2009
- صح النوم عام 1972
- جريمة في الذاكرة عام 1992
- العبابيد عام 1998

### المسر حيات
- الملك لير
- تاجر البندقية
- مكابث
- الملك العاري
- الحارس
- الزواج
- حرم سعادة الوزير
- أوديب
- الفيل يا ملك الزمان
- أبو خليل القباني
- البخيل

### السينما
- مغمارات رأس المملوك الجابر
- الطريق ألى دمشق
- غراميات خاصة

### الدوبلاج
- وادي الذئاب الجزء الأول والثاني بصوت خسرف آغا
- دموع الورد بصوت جلال والد عمار